# Pausandra trianae
Pausandra trianae är en törelväxtart som först beskrevs av Johannes Müller Argoviensis, och fick sitt nu gällande namn av Henri Ernest Baillon. Pausandra trianae ingår i släktet Pausandra och familjen törelväxter. Inga underarter finns listade i Catalogue of Life.